# 홍카니에미 전투
홍카니에미 전투(핀란드어: Honkaniemen taistelu 홍카니에멘 타이스텔루[*])는 겨울전쟁 와중인 1940년 2월 26일 전후로 핀란드군과 소련군 사이에 벌어진 전투이다. 겨울전쟁 동안 핀란드가 전차를 사용해 본 유일한 전투다.
제23사단은 핀란드 제2의 도시 비푸리 바로 남동쪽 목전인 내위키얘르비 호수 주위를 책임지고 있었다. 당시 핀란드 제2군단 군단장 하랄드 외흐퀴스트 대장은 핀란드 제3엽병대대와 기갑대대 제4중대를 제23사단에 증원했고, 또한 얼마 뒤에는 제5사단 제67보병연대 제3대대도 합류했다. 증원을 받은 제23사단장 볼데마르 오이노넨 대령은 소련군에 대한 공격을 개시했다. 오후 10시 15분, 제3엽병대대 대대장 I. 쿤나스 대위와 제4기갑중대장 O. 헤이노넨 중위에게 공격 명령이 전달되었다.
초기 계획에서는 6개 보병대대, 4개 포병대대와 제4기갑중대를 동원하기로 되어 있었으나, 실제 작전에서는 4개 보병대대, 2개 포병대대만 동원이 가능하였기에 제4기갑중대에 거의 모든 기대가 걸려 있었다. 그러나 당시 영국에서 들여온 핀란드 전차들은 비용절감을 위해 기총, 광학장비, 무전기 등이 포함되어 있지 않은 상태였고, 개중에는 운전석이 없는 것도 있었다. 이러한 장비의 결함으로 인해 전차 간 의사소통도 제대로 이루어지지 않았고, 핀란드의 공격 시도는 좌절되어 후퇴한다.